# Tramwaje w Wiedniu

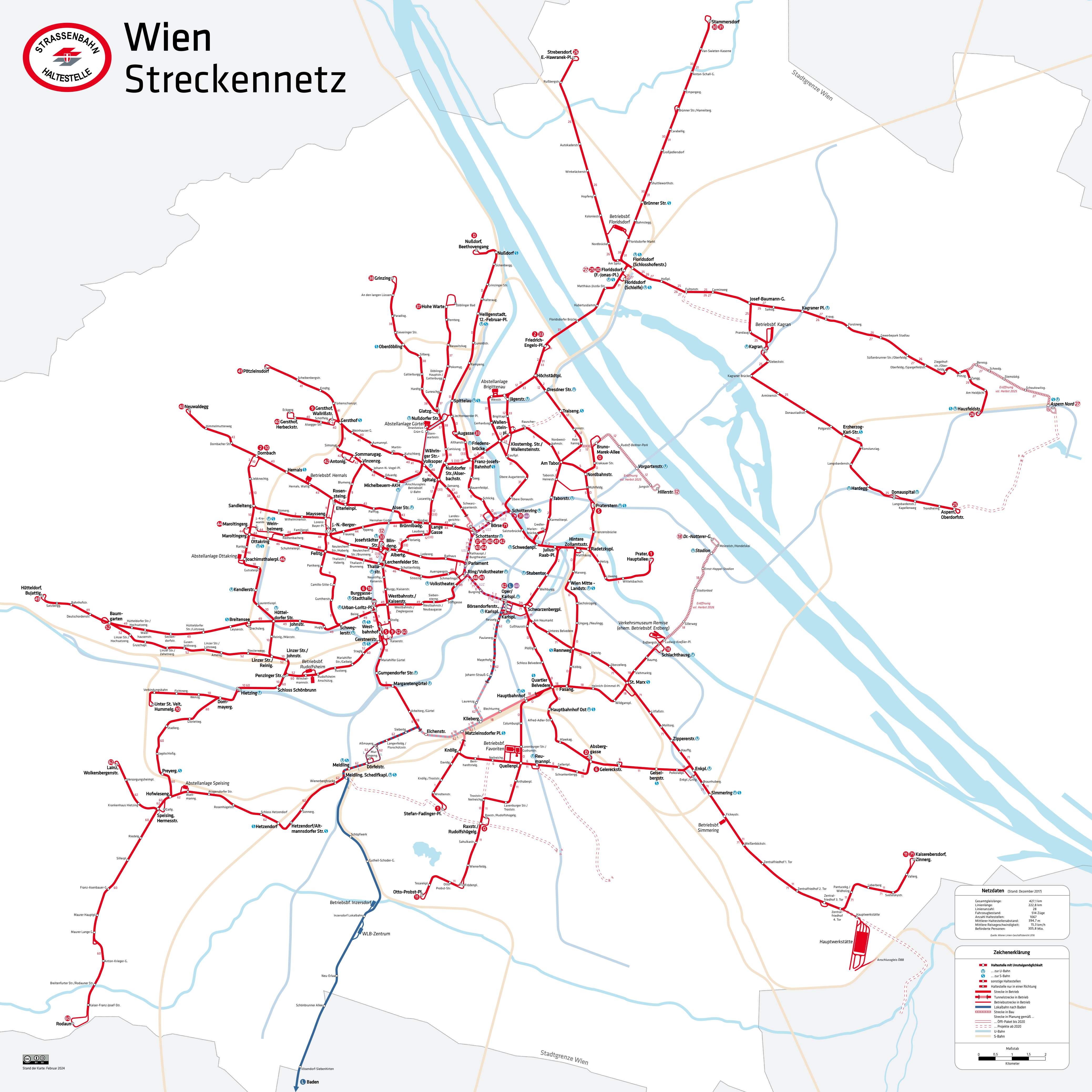
Mapa linii tramwajowych (2017)

Tramwaje w Wiedniu – system tramwajowy działający od 1865 w Wiedniu.
Początki komunikacji tramwajowej sięgają roku 1865, kiedy to powstała pierwsza linia tramwaju konnego. W 1897 r. rozpoczęto elektryfikację sieci. Sieć rozwinęła się w okresie międzywojennym. Operatorem sieci jest spółka Wiener Linien. Całkowita długość linii to 227,3 km. Tramwaje poruszają się po standardowym dla Europy rozstawie szyn 1435 mm.

## Linie
| Linia | Przebieg trasy |
| ----- | --- |
| D     | Absberggasse - Gudrunstraße - Hlawkagasse - Antonie-Alt-Gasse - Karl-Popper-Straße - Canettistraße (Hauptbahnhof-Ost) - Arsenalstraße - Prinz-Eugen-Straße - Schwarzenbergplatz - Kärnter Ring - Opernring - Burgring - Dr.-Karl-Renner-Ring - Universitätsring - Schottenring - Börsegasse - Schlickplatz - Schlickgasse - Porzellangasse - Althanstraße - Augasse - Heiligenstädter Straße - Greinergasse - Zahnradbahnstraße - Nußdorf, Beethovengang |
| O     | Bruno-Marek-Allee - Am Tabor - Nordbahnstraße - Praterstern - Franzensbrückenstraße - Radetzkystraße - Hintere Zollamstraße - Invalidenstraße - Ungargasse - Fasangasse - Landstraßer Gürtel - Wiedner Gürtel - Südtiroler Platz (Hauptbahnhof) - Laxenburger Straße - Troststraße - Neilreichgasse - Raxstraße, Rudolfshügelgasse |
| 1     | Prater Hauptallee - Rotundenallee - Wittelsbachstraße - Rotundenbrücke - Rasumofskygasse - Löwengasse - Radetzkystraße - Uraniastraße - Franz-Josefs-Kai - Schwedenplatz - Franz-Josefs-Kai - Schottenring - Universitätsring - Dr.-Karl-Renner-Ring - Burgring - Opernring - Kärnter Straße - (Powrót: Karlsplatz- Akademiestraße - Kärtner Ring) - Wiedner Hauptstraße - Rilkeplatz - Wiedner Hauptstraße - Kleibergergasse - Margaretengürtel - Matzleinsdorfer Platz - Triester Straße - Knöllgasse - Windtenstraße - Stefan-Fadinger-Platz                                                                                            |
| 2     | Friedrich-Engels-Platz - Marchfeldstraße - Höchstädtplatz - Dresdner Straße - Nordbahnstraße - Taborstraße - Gredlerstraße - Lilienbrunngasse - Marienbrücke - Schwedenplatz - Franz-Josefs-Kai - Julius-Raab-Platz - Stubenring - Parkring - Schubertring - Kärnter Ring - Opernring - Burgring - Dr.-Karl-Renner-Ring - Rathausplatz - Stadiongasse - Josefstädter Straße - Neulerchenfelder Straße - Johann-Nepomuk-Berger-Platz - Taubengasse (Powrót: Rosensteingasse) - Lorenz-Bayer-Platz - Mayssengasse - Willhelminenstraße - Sandleitengasse - Güpferlingstraße - Lascygasse - Parschinggasse - Hernalser Hauptstraße - Dornbach |
| 5     | Praterstern - Nordbahnstraße - Am Tabor - Nordwestbahnstraße - Rauscherstraße - Wallensteinstraße - Wallensteinplatz - Wallensteinstraße - Friedensbrücke - Alserbachstraße - Julius-Tandler-Platz - Alserbachstraße - Nussdorfer Straße- Spitalgasse - Laudongasse - Skodagasse - Florianigasse - Albertgasse - Josefstädter Straße - Blindengasse - Kaiserstraße - Mariahilfer Straße - (Powrót: Neubaugürtel - Stollgasse) - Westbahnhof |
| 6     | Geiereckstraße - (Powrót: Karl-Gunsam-Gasse) - Geiselbergstraße - Gudrunstraße - Absberggasse - Quellenstraße - Reumannplatz- Quellenstraße - Triester Straße - Matzleinsdorfer Platz - Margaretengürtel - Linke Wienzeile - Gumpendorfer Gürtel - Mariahilfer Gürtel - Westbahnhof -Neubaugürtel - Burggasse-Stadthalle |
| 9     | Westbahnhof - Neubaugürtel - Märzstraße - Schweglerstraße - Camillo-Sitte-Gasse - Habichergasse - Herbststraße - Panikengasse - Feßtgasse - Johann-Nepomuk-Berger-Platz - Tauberggase - Lorenz-Bayer-Platz - Tauberggase - (Powrót: Rosensteingasse - Lorenz-Bayer-Platz - Rosensteingasse) - Hernalser Hauptstraße - Elterleinplatz - Hormayrgasse - Kreuzgasse - Simonygasse - Gentzgasse - Wallrißstraße - (Powrót: Schöffelgasse - Herbeckstraße - Salierigasse) - Gersthof, Wallrißstraße |
| 10    | Dornbach - Güpferlingstraße (Powrót: Lascygasse - Parschinggasse - Hernalser Hauptstraße) -Sandleitengasse - Maroltingergasse - Joachimsthalerplatz - Wernhardtstraße - Huttengasse - Breitenseer Straße - Reinlgasse - Linzer Straße - Schlossallee - Hadikgasse - Kennedybrücke - Hietzinger Hauptstraße - Unter St. Veit, Hummelgasse |
| 11    | Otto-Probst-Platz - Otto-Probst-Straße - Frödenplatz - Neilreichgasse - Troststraße - Laxenburgerstraße - Quellenstraße - Reumannplatz - Quellenstraße - Absberggasse - Gudrunstraße - Geiselbergstraße - Gottschalkgasse (niektóre kursy: ...Gottschalkgasse - Sedlitzkygasse - Grillgasse - Simmeringer Hauptstraße - Enkplatz) - Enkplatz - Simmeringer Hauptstraße - Zentralfriedhof 3. Tor - Pantucekgasse - Lichnowskygase - Etrichstraße - Kaiserebersdorf, Zinnergasse |
| 18    | Schlachthausgasse - Markhofgasse - Würtzlerstraße - Erdbergstraße - Schlachthausgasse - Landstraßer Hauptstraße - Landstraßer Gürtel - Wiedner Gürtel - Südtiroler Platz (Hauptbahnhof) - Wiedner Gürtel - Margaretengürtel - Matzleinsdorfer Platz - Margaretengürtel - Linke Wienzeile - Gumpendorfer Gürtel - Mariahilfer Gürtel - Westbahnhof - Neubaugürtel - Burggasse-Stadthalle |
| 25    | Franz-Jonas-Platz-Schleife (Floridsdorf) - Schloßhofer Straße - Hoßplatz - Donaufelder Straße - Tokiostraße - Prandaugasse - Dr.Adolf-Schärf-Platz - Siebeckstraße - Wagramer Straße - Erzherzog-Karl-Straße -Konstanziagasse - Langobardenstraße - Aspern, Oberdorfstraße |
| 26    | Strebersdorf, Edmund-Hawranek-Platz - Rußbergstraße - Prager Straße - Am Spitz - Schloßhofer Straße - Hoßplatz - Donaufelder Straße - Kagraner Platz - Forstnergasse - Marlen-Haushofer-Weg - Clara-Zetkin-Gasse -Oberfeldgasse - Ziegelhofstraße - Prinzgasse - Pirquetgasse - Zanggasse - Am Heidljöchl - Hausfeldstraße |
| 30    | Franz-Jonas-Platz-Schleife (Floridsdorf) - Schloßhofer Straße - Brünner Straße - Bahnhofplatz - (Powrót: Josef-Flandorfer-Straße - Herrenholzgasse - Johann-Weber-Straße) - Stammersdorf |
| 31    | Schottenring - Franz-Josefs-Kai - Augartenbrücke - Untere Augartenstraße - Obere Augartenstraße - Gaußplatz - Klosterneuburger Straße - Wexstraße - Stromstraße - Höchstädtplatz - Marchfeldstraße - Friedrich-Engels-Platz - Floridsdorfer Brücke - Floridsdorfer Hauptstraße - Matthäus-Jiszda-Straße - Schöpfleuthnergasse - Franz-Jonas-Platz - Schloßhofer Straße - Brünner Straße - Bahnhofplatz - (Powrót: Josef-Flandorfer-Straße - Herrenholzgasse - Johann-Weber-Straße) - Stammersdorf |
| 33    | Friedrich-Engels-Platz - Marchfeldstraße - Höchstädtplatz - Stormstraße - Jägerstraße - Wallensteinplatz - Wallensteinstraße - Friedensbrücke - Alserbachstraße - Julius-Tandler-Platz - Alserbachstraße - Nussdorfer Straße- Spitalgasse - Laudongasse - Skodagasse - Florianigasse - Albertgasse - Josefstädter Straße (niektóre kursy: ...Julius-Tandler-Platz - Althanstraße - Augasse) |
| 37    | Schottentor (tief) - Währinger Straße - Nussdorfer Straße -Döblinger Hauptstraße - Hohe Warte - Wohlergasse - Steinfeldgasse - Geweygasse - Hohe Warte |
| 38    | Schottentor (tief) - Währinger Straße - Nussdorfer Straße - Döblinger Hauptstraße - Billrothstraße - Grinzinger Allee - Himmelstraße - (Powrót: Straßegasse) - Grinzing |
| 40    | Schottentor (tief) - Währinger Straße - Aumannplatz - Gentzgasse - Wallrißstraße - Schöffelgasse - Herbeckstraße (Powrót: Salierigasse) - Scheibenbergstraße - Wallrißstraße - Eckpergasse - Gersthof, Herbeckstraße |
| 41    | Schottentor (tief) - Währinger Straße - Aumannplatz - Gentzgasse - Gersthofer Straße - Pötzleinsdorfer Straße - Pötzleinsdorf |
| 42    | Schottentor (tief) - Währinger Straße - Währinger Gürtel - Kreuzgasse - Chamissogasse - (Powrót: Sommarugagasse) - Antonigasse |
| 43    | Schottentor (hoch) - Universitätsstraße - Frankhplatz - Alser Straße - Kinderspittalgasse - Hebragasse - Zimmermannplatz - Lazarettgasse - -Hernalser Gürtel - Jörgelstraße - Elterlein Platz - Hernalser Hauptstraße - Dornbach - Dornbacherstraße -Vollbadstraße - Alszeile - Dornbacherstraße - Neuwaldegg |
| 44    | Schottentor (hoch) - Universitätsstraße - Frankhplatz - Alser Straße - Hernalser Gürtel - Ottakringer Straße - Johann-Nepomuk-Berger-Platz - Ottakringer Straße - (Powrót: Montleartstraße - Thaliastraße - Stillfriedplatz Thaliastraße - Paltaufgasse) - Ottakring, Maroltingergasse |
| 46    | Ring, Volkstheater - Bellariastraße - Hansenstraße- Schmerlingplatz - Lerchenfelder Straße - Thaliastraße - Hofferplatz - Thaliastraße - Richard-Wagner-Platz - Thaliastraße - Marioltingergasse - Joachimsthalerplatz |
| 49    | Ring, Volkstheater - Bellariastraße - (Powrót: Hansenstraße- Schmerlingplatz) - Burggasse - Breite Gasse - Siebensterngasse - Neubaugasse - Westbahnstraße - Urban-Loritz-Platz - Märzstraße - Huglgasse - Hütteldorferstraße - Baumgarten - Linzer Straße - Hütteldorf, Bujattigasse |
| 52    | Westbahnhof - Neubaugürtel - Mariahilferstraße - Schlossallee - Linzer Straße - Baumgarten |
| 60    | Westbahnhof - Neubaugürtel - Mariahilferstraße - Schlossallee - Hadikgasse - Kennedybrücke - Hietzinger Hauptstraße - Lainizer Straße -Preyergasse - Hofwiesenstraße - Feldkellergasse - Speisinger Straße - Maurer Hauptplatz - Geißlgasse - Dreiständegasse - Rittergasse - Kaiser-Franz-Josef-Straße - Ketzergasse - Schillerpromenade - (Powrót: Beethovenstraße) - Rodaun |
| 62    | Oper, Karlsplatz - Kärntner Ring - Akademiestraße - Karlsplatz - (Powrót: Kärntner Straße) - Wiedner Hauptstraße - Rilkeplatz - Wiedner Hauptstraße - Kleibergergasse - Margaretengürtel - Matzleinsdorfer Platz - Margaretengürtel - Flurschützstraße - Wilhelmstraße - Dörfelstraße - (Powrót: Aßmayergasse) - Eichenstraße - Edelsinnstraße - Philadelphiabrücke - Breitenufer Straße - Hetzendorfer Straße - Feldkellergasse - Speisinger Straße - Hermesstraße - Wolkersbergenstraße - Versorgungsheimplatz - Wolkersbergenstraße - Lainz, Wolkersbergenstraße                                                                        |
| 71    | Börse - Schottenring - (Powrót: Börsegasse - Schlickplatz - Kolingasse - Peregringasse - Wipplingerstraße) - Universitätsring - Dr.-Karl-Renner-Ring - Burgring - Opernring - Kärntner Ring - Schwarzenbergplatz - (niektóre kursy: Schwarzenbergplatz - Schubertring - Schwarzenbergplatz...) - Rennweg - Simmeringer Hauptstraße - Enkplatz - Simmeringer Hauptstraße - Zentralfriedhof 3. Tor - Pantucekgasse - Lichnowskygase - Etrichstraße - Kaiserebersdorf, Zinnergasse |

## Linie planowane
Linie, które mogą funkcjonować w przyszłości to m.in.: linia 27, która będzie kursować w północnej części miasta oraz linia 72, której trasa ma przebiegać od stacji Simmering metra U3 do Europaplatz w Schwechat w Dolnej Austrii.

## Tabor

### Współczesne wagony silnikowe
| Model                   | Zdjęcie | Lata budowy | Ilostan (08.2022)                      | Cechy                             |
| ----------------------- | ------- | ----------- | -------------------------------------- | --------------------------------- |
| SGP E2                  |         | 1978–1990   | 116 wagonów                            | wysokopodłogowy, bez klimatyzacji |
| Siemens ULF A           |         | 1996–2005   | 51 wagonów                             | niskopodłogowy, bez klimatyzacji  |
| Siemens ULF B           |         | 1998–2005   | 101 wagonów                            | niskopodłogowy, bez klimatyzacji  |
| Siemens ULF A1          |         | 2007–2015   | 80 wagonów                             | niskopodłogowy, z klimatyzacją    |
| Siemens ULF B1          |         | 2009–2017   | 100 wagonów                            | niskopodłogowy, z klimatyzacją    |
| Bombardier Flexity Wien |         | od 2017     | 30 wagonów (docelowo 119 + 37 w opcji) | niskopodłogowy, z klimatyzacją    |

### Współczesne wagony doczepne
| Model     | Zdjęcie | Lata budowy | Ilostan     | Cechy                             |
| --------- | ------- | ----------- | ----------- | --------------------------------- |
| Lohner c5 |         | 1978–1995   | 116 wagonów | wysokopodłogowy, bez klimatyzacji |

## Muzeum

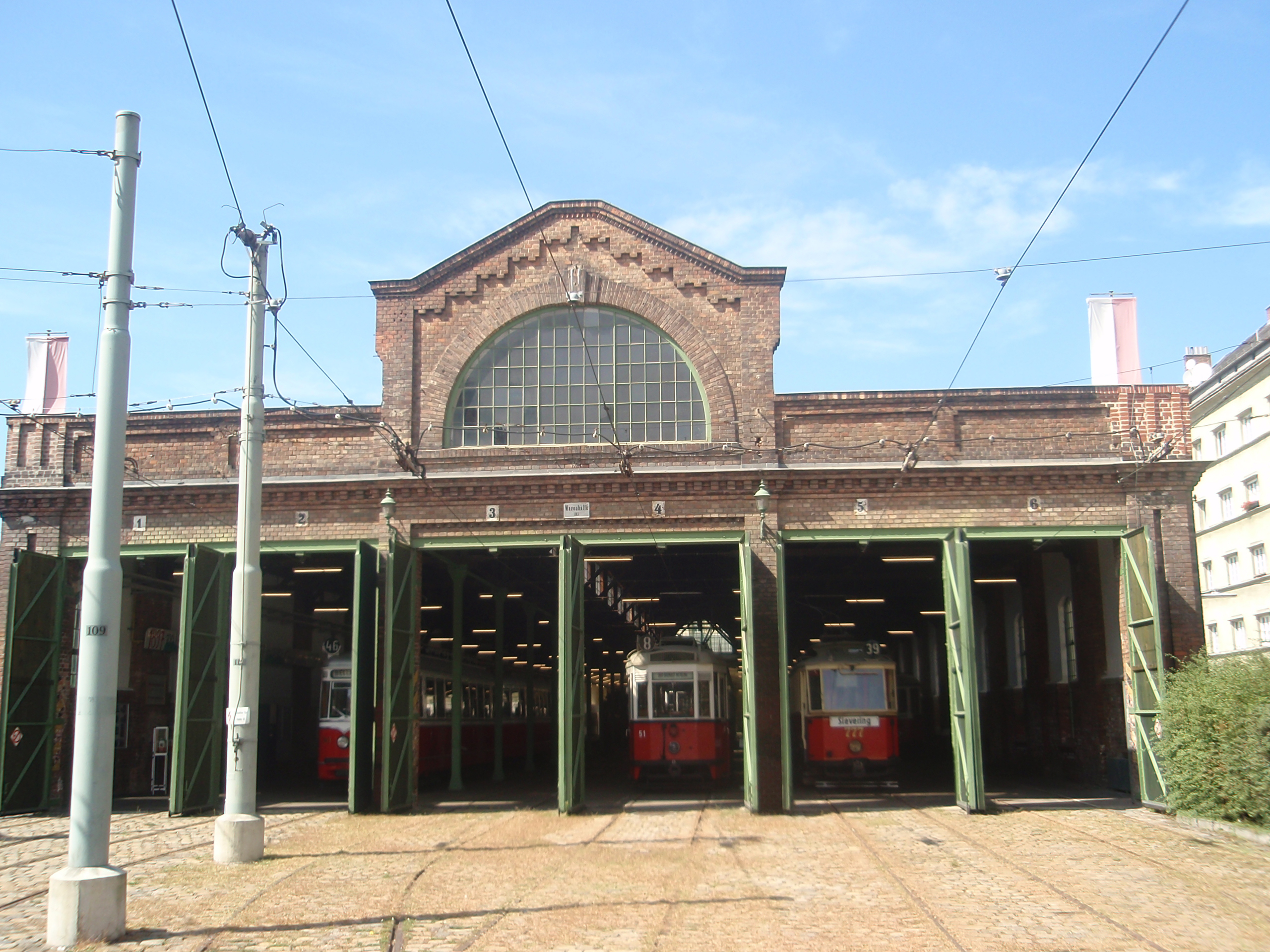
Hala muzeum tramwajów w Wiedniu

W Wiedniu działa muzeum tramwajów Wiener Straßenbahnmuseum. W muzeum nakręcono video „Jai Ho (You Are My Destiny)” zespołu Pussycat Dolls.